# Euconcordia cunninghami
L'euconcordia (Euconcordia cunninghami) è un rettile estinto, appartenente ai captorinidi. Visse nel Carbonifero superiore (circa 302 milioni di anni fa) e i suoi resti fossili sono stati ritrovati in Nordamerica (Kansas).

## Descrizione
Questo animale è noto grazie a due crani fossili: l'olotipo, KUVP 8702a&b, comprende parte e controparte di un cranio con tanto di scatola cranica, mentre l'esemplare KUVP 96/95 è un cranio ben conservato in vista ventrale, con una controparte dorsale poco conservata.
Euconcordia presenta numerose caratteristiche condivise con altri rettili basali del Carbonifero superiore, ma è sprovvisto di alcune particolari strutture tipiche di forme più evolute e successive. La premascella, ad esempio, era piccola e non formava il tipico becco ricurvo all'ingiù, caratteristico dei successivi captorinidi. Il lacrimale era espanso dorsoventralmente e formava la principale porzione della parete laterale del muso, simile a quello di un altro rettile arcaico, Rhiodenticulatus. La scatola cranica era sprovvista dell'osso tabulare, come in tutti i captorinidi. Il sopratemporale era piccolo e simile a quello del captorinide Romeria e del protorotiride Protorothyris. Con queste due forme, Euconcordia condivideva anche il forame parietale molto grande rispetto alla dimensione del cranio.
La mascella e il dentale erano equipaggiati con una singola fila di 18 denti piccoli e appuntiti. Le ossa palatali e il basisfenoide (un elemento ventrale della scatola cranica) erano ricoperti da numerosi denticoli. Una caratteristica unica di Euconcordia era data dal vomere, che non solo esibiva file mediali di denticoli, ma ne possedeva anche di laterali. Sembra che l'opistotico fosse sprovvisto della proiezione laterale nota come processo paroccipitale, una caratteristica che invece si rinviene in tutti gli amnioti basali e in molti rettili odierni.

## Classificazione
Euconcordia cunninghami venne descritto per la prima volta nel 2005, sulla base di fossili ritrovati nella cava Hamilton, nella formazione Calhouns Shale in Kansas, e venne dapprima denominato Concordia cunninghami; il nome Concordia tuttavia era già stato utilizzato per descrivere un altro animale, e così nel 2016 venne istituito il genere Euconcordia. Inizialmente venne considerato il più antico e primitivo tra i captorinidi, ma con l'attribuzione di Thuringothyris alla famiglia captorinidi fu chiaro che, in epoche successive, esistevano captorinidi ancor più primitivi (Thuringothyris era del Permiano). Euconcordia, in ogni caso, è ancora il più antico captorinide noto (tutti gli altri captorinidi provengono dal Permiano), ma è ovvio che un membro ancestrale, più primitivo di Euconcordia e Thuringothyris, deve essere ancora scoperto.